# Kelantan FA
La Asociación Kelantan de Fútbol (en malayo: Persatuan Bola Sepak Kelantan-KAFA) fue un equipo de fútbol de Malasia que representaba al estado de Kelantan y militaba en la Superliga de Malasia. El equipo jugaba sus partidos como local en el estadio Sultan Muhammad IV, en la ciudad de Kota Bharu.

## Historia
El Kelantan FA es un club profesional de Malasia de la ciudad de Kota Bharu, Kelantan. El club se formó en 1946. La liga de fútbol en Malasia empezó en 1989 cuando fue introducido el sistema semiprofesional.
Ascendió a la Primera División de Malasia en 2009, y desde entonces ganó la Superliga de Malasia en 2011 y 2012, y quedó subcampeón en 2010. Ganó la Copa de Malasia en el 2010 y el 2012, quedó subcampeón en 1955, 1970 y 2009, y ganó la Copa FA de Malasia en 2012, quedando subcampeón en 2009 y 2011.
En 2012 completó un triplete histórico para el club ganando todos los títulos nacionales, Superliga de Malasia, Copa de Malasia y Copa FA de Malasia. Y en su primera participación en la AFC Cup el equipo llegó hasta cuartos de final.
En la temporada 2007-08 solamente perdió de local 1 vez, contra el Terengganu FA por 1 a 0, sus rivales con quienes protagonizan el Derby de la Costa Este.
El 13 de abril de 2013 perdió un partido oficial como local por primera vez desde mayo de 2011, tras 42 partidos invicto.
Es un equipo con el que han sucedido cosas raras históricamente, como en la temporada 2008-09 en que ganaron un juego en casa porqué su rival, el KL PLUS FC llegó a jugar sin los uniformes, con lo que ganaron por default por marcador de 3 a 0.
En la temporada 2009-10, el 7 de abril, su portero Mohd Halim Napi agarró a golpes al defensa del Negeri Sembilan FA Aidil Zafuan por la semifinal de la Copa de Malasia, por lo que fue suspendido el portero, el pago de una multa y la suspensión del estadio por el resto de la temporada.
El 17 de enero de 2024 el Kelantan FA fue expulsado de la Superliga de Malasia por problemas financieros y desapareció.

## Jugadores

### Jugadores destacados
- Mohd Badhri Mohd Radzi
- Mohd Hashim Mustapha
- Mohd Nor Farhan Muhammad
- Mohd Shakir Shaari
- Farisham Ismail
- Hairuddin Omar
- Khairul Fahmi Che Mat
- Khairul Izuan Rosli
- Indra Putra Mahayuddin
- Nik Shahrul Azim
- Norshahrul Idlan Talaha
- Zairul Fitree Ishak
- Gilmar
- David Le Bras
- Mohammed Ghaddar
- Francis Doe
- Mohammed Muyei
- Obinna Nwaneri
- Dickson Nwakaeme
- Baže Ilijoski
- Mohammed Moustapha N'Diaye
- Morgaro Gomis
- Sarif Sainui
- Boonphup Praphut

## Palmarés
- Superliga de Malasia: (2)

2011, 2012
- Liga Premier de Malasia: (1)

2000
- Copa de Malasia: (2)

2010, 2012
- Copa FA de Malasia: (2)

2012, 2013
- Malasia Charity Shield: (1)

2011

## Participaciones en Asia
- Copa de la AFC: 3 apariciones

2012 - Cuartos de final
2013 - Octavos de final
2014 - Fase de grupos